# Prionapteryx arenalis
Prionapteryx arenalis là một loài bướm đêm trong họ Crambidae.